# Lars Broman (ämbetsman)
Lars Broman, född 1615 och död 1669, var en svensk ämbetsman. Han var styvfar till Erland Svensson Broman.
Lars Broman utnämndes 1645 tack vare Axel Oxenstiernas gunst till syndikus i Göteborg och verkade på många sätt för stadens uppblomstring, flitigt utnyttjande sina förbindelser med bland annat Erik Axelsson Oxenstierna. Under Karl X Gustavs krig lånade Broman ut pengar till kronan, och blev 1658 burggreve i Malmö samt assistentråd vid skånska generalguvernementet. Han tog en viktig del i arbetet med Skånes inkorporering med Sverige men hyste en djup misstro till den skånska adeln.